# Jean Tristan de Valois

Jean Tristan címere

Jean Tristan de Valois (Damietta, 1250. április 8. – Tunisz, 1270. augusztus 3.) Nevers és Valois grófja, IX. (Szent) Lajos francia király és Provence-i Margit kedvenc gyermeke volt a krónikások szerint. Szülővárosáról Jean de Damiette-nek is nevezték.
A tragikusan rövid életű Jean muszlim földön született és halt meg. 1250-ben akkor jött világra, amikor az egyiptomiak foglyul ejtették atyját és a VII. keresztes hadjáratra indult európai sereg nagy részét. A sereg vezetése a terhes Margit királynéra maradt, aki viszont kijelentette, hogy inkább meghal gyermekével együtt, mint hogy pogány kézre kerüljön. Erre nem is került sor, de az izgalmakra való tekintettel a gyermek a Tristan nevet is megkapta a keresztségben.
A királyi család 1254-ben tért haza a Szentföldről. Szent Lajos 1256-ban jegyezte el Tristant Burgundi Jolántával, Nevers grófnőjével, így az 1265-ös házasságukkal a tartomány ura lett. Apanázsként 1268-ban kapta meg Valois-t.
1270-ben csatlakozott atyja második, szintén negatív kimenetelű keresztes háborújához, amelyet Tuniszba vezetett Musztanszír emír ellen. Jean Tristan a táborban terjengő vérhasjárvány áldozata lett, nem sokkal atyja halála előtt veszett oda. Valois visszaszállt a koronára, Nevers-t pedig Jolánta új férje, Robert de Dampierre kapta meg 1272-ben.